# Libertad provisional
Libertad provisional és una pel·lícula espanyola de drama estrenada el 19 de setembre de 1976, dirigida per Roberto Bodegas i protagonitzada en els papers principals per Concha Velasco, Montserrat Salvador i Patxi Andión. Amb guió de Juan Marsé i produïda per José Luis Dibildos, és una crònica pessimista i amarga sobre la regeneració social.

## Argument
Alicia, venedora de llibres a domicili que practica la prostitució per a augmentar els seus ingressos mensuals, i Manolo, un ex presidiari que desitja integrar-se en la societat, decideixen compartir la seva vida partint d'uns esquemes de llibertat mútua. Conscients de la seva marginació, intenten accedir al que s'estableix, però això porta amb si la llavor del seu propi fracàs.

## Repartiment
- Concha Velasco com Alicia.
- Patxi Andión com Manolo.
- Montserrat Salvador com Senyora.
- Francisco Jarque com Client.
- Carlos Lucena com	Mecànic.
- Josep Ballester com Pau.
- Conchita Bardem com Julia.
- Damià Barbany com Chimi.
- Alfred Lucchetti com Luis.
- Carmen Liaño com Lola.
- Nadala Batiste com Antonia.
- Josep Minguell com Sacerdot.
- Josep Maria Domènech com Metge.

## Premis
La pel·lícula va aconseguir el "Premi Perla del Cantàbric" a la Millor Pel·lícula de Parla Hispana al Festival Internacional de Cinema de Sant Sebastià 1976.